# 杏李
杏李（学名：Prunus simonii）为蔷薇科李属的植物，为中国的特有植物。

## 形态
落叶乔木，小枝光滑。长椭圆状披针形至倒卵形的叶子，有钝锯齿，无毛。叶柄短、有2－4个腺体；春末开白色花，具有短梗，1－3朵同生，直径2－2.5厘米；枣红色球形而扁的果实直径2.5－5厘米，有一纵沟，黄色果肉，果梗极短，到了白露节以后开始成熟。

## 分布
分布在中国大陆的华北等地。

## 别名
红李（河北习见树木图说） 秋根李（河北昌黎）